# 八王子市立第五小学校
八王子市立第五小学校（はちおうじしりつ だいごしょうがっこう）は、東京都八王子市千人町にある公立小学校。

## 特徴
特別支援学級「みどり」があり、一般学級との交流が実施されることもある。

## 設備
西校舎はさほどでもないがそれ以外の校舎は老朽化しており、また本校舎は非常に風通しが悪いため、有志の父母らが集まり独自に環境調査を実施し、教育委員会との協議の末2005年に扇風機が全教室に二基ずつ設置された。その後、パソコン教室にはエアコンが導入されている。2008年には本校舎中央側トイレの改修工事が行われた。校庭は比較的広くプールも備わっており、2010年に体育館および校舎の耐震補強工事が実施された。
現在は各教室にエアコンが導入されている。